# Welsh Cup 2014-2015
La Coppa del Galles 2014-2015 è stata la 128ª edizione della manifestazione. È iniziata il 30 agosto 2014 e si è conclusa il 2 maggio 2015 con la finale.
Il The New Saints ha vinto il trofeo per la quinta volta, la seconda consecutiva, sconfiggendo il Newtown in finale.

## Terzo turno
| Squadra 1           | Risultato | Squadra 2               |
| ------------------- | --------- | ----------------------- |
| 29 novembre 2014    |           |                         |
| Conwy United        | 4 – 3     | Briton Ferry            |
| Gresford Athletic   | 5 – 0     | St. Asaph               |
| Tiger Bay           | 0 – 4     | Caersws                 |
| GAP Connah's Quay   | 5 – 3     | Monmouth Town           |
| Cefn Druids         | 1 – 5     | Aberystwyth Town        |
| Airbus UK Broughton | 5 – 0     | Haverfordwest County    |
| Buckley Town        | 0 – 1     | Holywell Town           |
| Bala Town           | 2 – 1     | Port Talbot Town        |
| Newtown             | 2 – 0     | Nomads of Connah's Quay |
| Penrhyncoch         | 0 – 5     | Caerau (Ely)            |
| Bangor City         | 1 – 0     | Garden Village          |
| Rhyl                | 2 – 1     | Goytre                  |
| Inter Cardiff       | 4 – 1     | Prestatyn Town          |
| Afan Lido           | 0 – 3     | Llanrhaeadr             |
| 30 novembre 2014    |           |                         |
| Caernarfon Town     | 2 – 3     | The New Saints          |
| Undy Athletic       | 2 – 4     | Carmarthen Town         |

## Quarto turno
| Squadra 1         | Risultato       | Squadra 2           |
| ----------------- | --------------- | ------------------- |
| 7 febbraio 2014   |                 |                     |
| Llanrhaeadr       | 2 – 4           | Rhyl                |
| Caerau (Ely)      | 0 – 4           | Carmarthen Town     |
| Holywell Town     | 0 – 0 (2-3 dcr) | Aberystwyth Town    |
| Bangor City       | 3 – 0           | Conwy United        |
| Inter Cardiff     | 1 – 4           | Airbus UK Broughton |
| GAP Connah's Quay | 2 – 2 (4-3 dcr) | Bala Town           |
| 8 febbraio 2015   |                 |                     |
| The New Saints    | 3 – 0           | Gresford Athletic   |
| 10 febbraio 2015  |                 |                     |
| Caersws           | 2 – 3           | Newtown             |

## Quarti di finale
| Squadra 1         | Risultato       | Squadra 2           |
| ----------------- | --------------- | ------------------- |
| 7 marzo 2015      |                 |                     |
| Bangor City       | 1 – 2           | Newtown             |
| GAP Connah's Quay | 0 – 1           | The New Saints      |
| Aberystwyth Town  | 1 – 1 (2-4 dcr) | Airbus UK Broughton |
| 8 marzo 2015      |                 |                     |
| Carmarthen Town   | 1 – 2           | Rhyl                |

## Semifinale
| Squadra 1      | Risultato | Squadra 2           |
| -------------- | --------- | ------------------- |
| 4 aprile 2015  |           |                     |
| Newtown        | 2 – 1     | Rhyl                |
| 5 aprile 2015  |           |                     |
| The New Saints | 4 – 2     | Airbus UK Broughton |

## Finale
| Newtown (Powys) 2 maggio 2015, ore 14:30 GMT              | The New Saints | 2 – 0 referto | Newtown | Latham Park |
| \| \| \| \| \| Williams 54’ 85’ (rig.) \| Marcatori \| \| |                |               |         |             |
|                                                           |                |               |         |             |
| Williams 54’ 85’ (rig.)                                   | Marcatori      |               |         |             |